# Nazionale maschile under 19 di calcio di San Marino
La nazionale maschile under 19 di calcio di San Marino è la rappresentativa calcistica under 19 della Repubblica di San Marino ed è posta sotto l'egida della Federazione Sammarinese Giuoco Calcio.
Probabilmente il migliore risultato dei giovani sammarinesi, anche per livello tecnico dell'avversario, è stato l'1-1 interno con i pari età della Lituania il 18 settembre 2003 a Serravalle (in precedenza c'era stato un 1-1 esterno con l'Albania).
La peggiore sconfitta, invece, un 10-0 esterno con la Germania.
Il 30 agosto 2022 vince la sua prima partita contro  Gibilterra in amichevole per 4-0.

## Partecipazioni ai tornei internazionali

### Europeo U-18 e U-19
- 1990: Non qualificata
- 1991: Non qualificata
- 1992: Non qualificata
- 1993: Non qualificata
- 1994: Non qualificata
- 1995: Non qualificata
- 1996: Non qualificata
- 1997: Non qualificata
- 1998: Non qualificata
- 1999: Non qualificata
- 2000: Non qualificata
- 2001: Non qualificata
- 2002: Non qualificata
- 2003: Non qualificata
- 2004: Non qualificata
- 2005: Non qualificata
- 2006: Non qualificata
- 2007: Non qualificata
- 2008: Non qualificata
- 2009: Non qualificata
- 2010: Non qualificata
- 2011: Non qualificata
- 2012: Non qualificata
- 2013: Non qualificata